# Yamazoe
Yamazoe (jap. 山添村 Yamazoe-mura) – wieś w Japonii, na wyspie Honsiu, w prefekturze Nara. Według danych na rok 2020 miejscowość zamieszkiwało 3 226 mieszkańców , a gęstość zaludnienia wyniosła 48,5 os./km².